# توم ويلسون (لاعب كرة قدم)
توم ويلسون (بالإنجليزية: Tom Wilson)‏ (16 أبريل 1896 في المملكة المتحدة - 2 فبراير 1948 ببارنسلي في المملكة المتحدة) هو لاعب كرة قدم بريطاني (وحمل سابقاً جنسية المملكة المتحدة لبريطانيا العظمى وأيرلندا) في مركزي الدفاع وقلب الدفاع. شارك مع منتخب إنجلترا لكرة القدم. أما مع النوادي، فقد لعب مع نادي بلاكبول ونادي سندرلاند وهدرسفيلد تاون.

## وصلات خارجية
- توم ويلسون على موقع قاعدة بيانات كرة القدم.إي يو (الإنجليزية)
- توم ويلسون على موقع ناشيونال فوتبول تيمز (الإنجليزية)